# Ping pong (film, 2002)
Pour les articles homonymes, voir Ping-pong (homonymie).
Pour plus de détails, voir Fiche technique et Distribution.
Ping pong (ピンポン) est un film japonais réalisé par Fumihiko Sori, sorti en 2002.

## Synopsis
Dans le club de tennis de table d'un lycée, Peco, déterminé à devenir pro, entraîne son ami d'enfance Smile.

## Fiche technique
- Titre : Ping pong
- Titre original : Pinpon (ピンポン)
- Réalisation : Fumihiko Sori
- Scénario : Kankurō Kudō d'après le manga Ping pong de Taiyō Matsumoto
- Photographie : Akira Sako
- Montage : Sōichi Ueno
- Production : Shinji Ogawa et Sanae Suzuki
- Société de production : Asmik Ace Entertainment, BS-i, Imagica Corp. et Tokyo Broadcasting System
- Pays de production :  Japon
- Genre : Comédie dramatique
- Durée : 114 minutes
- Date de sortie : 
  - Japon : 20 juillet 2002 (Tokyo)

## Distribution
- Yōsuke Kubozuka : Yutaka « Peco » Hoshino
- Arata Iura : Makoto « Smile » Tsukimoto
- Sam Lee : Kong « China » Wenge
- Shidō Nakamura : Ryūichi « Dragon » Kazama
- Kōji Ohkura : Manabu « Demon » Sakuma
- Naoto Takenaka : Butterfly Joe
- Mari Natsuki : Obaba

## Distinctions
Le film a été nommé pour huit Japan Academy Prizes et a remporté le prix du meilleur espoir pour Shidō Nakamura.